# Altleis
Altleis ist ein Ortsteil der Gemeinde Priestewitz im Landkreis Meißen in Sachsen.

## Geografie und Verkehrsanbindung
Der Ort liegt etwa vier Kilometer südöstlich des Kernortes Priestewitz an der Kreisstraße K 8532. Die Staatsstraße S81 und die B 101 verlaufen östlich. Eine Buslinie verbindet Altleis unter anderem mit Priestewitz und Großenhain.

## Geschichte

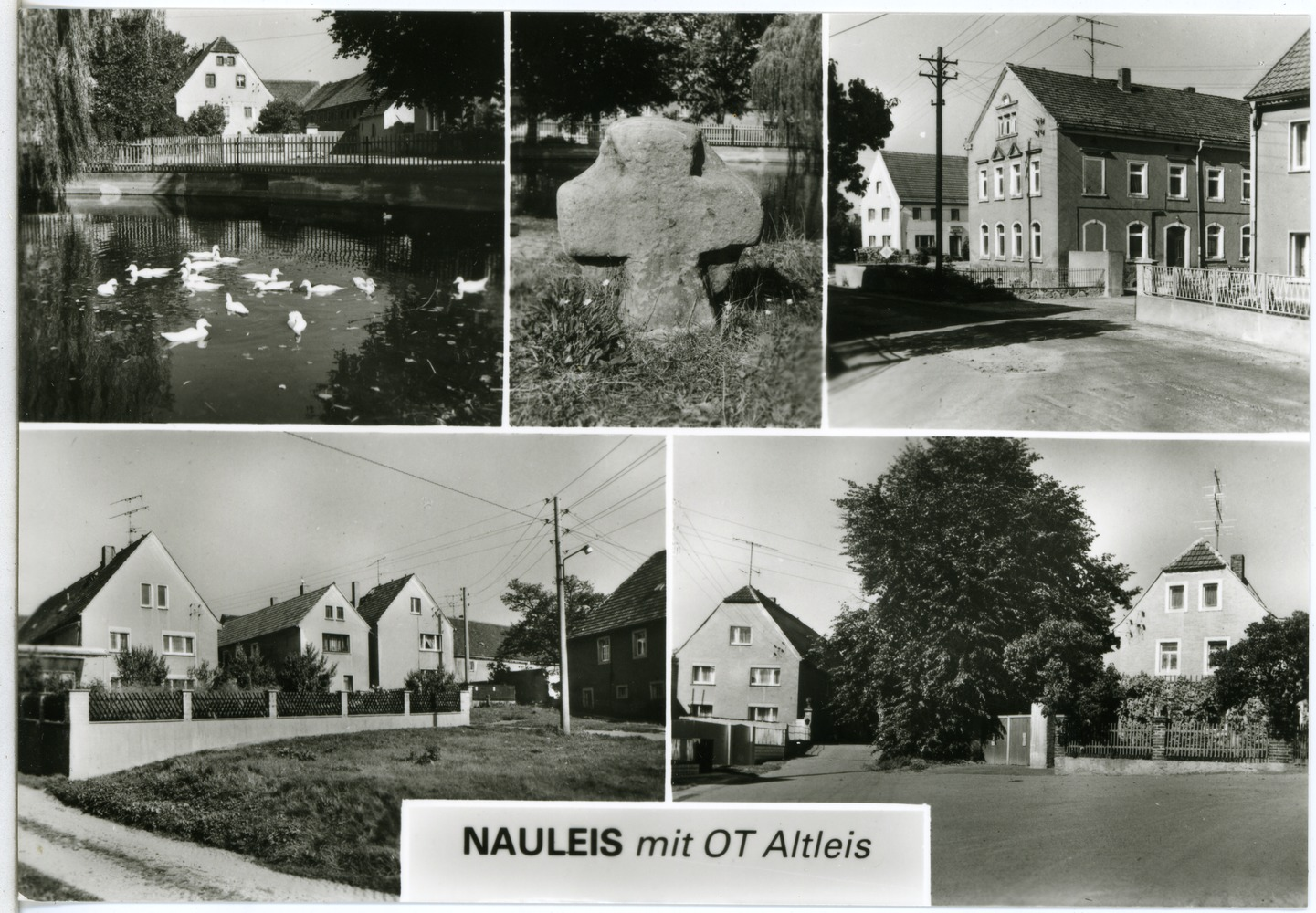
Nauleis und Altleis auf einer Ansichtskarte des Meißner Kunstverlags Brück & Sohn (1988).

Bei Altleis handelt es sich ursprünglich um ein Platzdorf mit Blockflur. Eine erste urkundliche Erwähnung erfuhr der Ort im Jahre 1284, als Lyze superior. Der Ortsname wird als Siedlung auf gerodetem Boden gedeutet. Weitere Formen des Ortsnamens waren im Laufe der Zeit: Lys, Lize, Alden-Lisow (1350), Antiqua Lizs (1361), Alden-Lizze (1363), Aldenlissow (1406), Alte Leyß (1532), Aldenleis (1555), Alten Leißa (1590) und schließlich im Jahre 1791 Altleiß.
Im Laufe der Jahrhunderte gab es einige Besitzerwechsel. Im Jahre 1284 noch als 3 Hufen umfassendes Allodium erwähnt und ursprünglich zum Magdalenenklosters in Großenhain gehörig, war Altleis ab dem Jahre 1378 der Burg Hayn untertänig. Einige Teile gehörten zwischenzeitlich allerdings auch dem Kloster Seußlitz, welches 1541 Erbzinsen aus Altleis erhält. Die Größe des Ortes wurde im Jahre 1406 mit 13,5 Hufen angegeben. Nach der Reformation befand er sich zwischen den Jahren 1553 bis 1583 eine Zeitlang im Besitz des Adelsgeschlechtes der von Kommerstadt, wurde dann aber schließlich Amtsdorf von Großenhain, wobei auch das Rittergut in Dallwitz Anteile innehatte.
Um 1840 gehörten zum einhundert Einwohner zählenden Ort 12 Bauerngüter. Einige Jahre zuvor war Altleis von drei schweren Dorfbränden heimgesucht worden (1831, 1832, 1834), die dazu führten, dass kein älteres Gebäude im Ort existiert. Das Dorf ist heute von Dreiseitenhöfen geprägt. Kirchlich ist Altleis seit jeher nach Lenz eingepfarrt, ebenso wurden die Kinder des Dorfes ursprünglich in Lenz eingeschult.
Im Jahre 1950 wurde Altleis in das benachbarte Nauleis eingemeindet. Am 1. Januar 1994 wurde Nauleis gemeinsam mit Altleis in die Gemeinde Lenz eingemeindet, welche am 1. Januar 1999 in der Gemeinde Priestewitz aufging.

## Kultur und Sehenswürdigkeiten
In der örtlichen Denkmalliste sind mehrere historische Denkmäler und Gebäude verzeichnet. Unter Denkmalschutz steht hier unter anderem ein Wohnhaus in der Alten Dorfstraße 20. Dabei handelt es sich um das Wohnhaus eines Bauernhofes, ein zweigeschossiger Putzbau mit Satteldach, der auf das Jahr 1836 datiert ist. Weiters steht ein historischer Wegestein aus dem 19. Jahrhundert unter Denkmalschutz.